# 洋葱螺
洋葱螺，又名蕪菁螺，是新腹足目骨螺科珊瑚螺亞科蕪菁螺屬的一個海洋腹足纲软体动物物种。因其外型類似洋葱或蕪菁而得名。

## 形態描述
1758年，卡尔·林奈首次把本物種描述为Murex rapa。其螺殼的大小范围为40至105 mm（1.6至4.1英寸）。

## 分布
洋葱螺分布于印度洋附近的马达加斯加、查戈斯群岛和在坦桑尼亚海岸由泽维尔·蒙特鲁齐尔於1856年将其描述为Rapa penardi 。在印度尼西亚、台湾、中国东部沿海和菲律宾也有本物種的踪迹。常栖息在浅海。